# كالسيتونين
الكالسيتونين (بالإنجليزية: Calcitonin)‏ هو أحد الهرمونات التي تفرز من الغدة الدرقية واشتق اسمه من العنصر الكالسيوم وذلك لارتباطه بمستوى الكالسيوم في الدم.
ويستخرج هذا الهرمون من سمك السلمون، كما تقوم الغدة الدرقية في جسم الإنسان السليم بإنتاج هذا الهرمون المسؤول بشكل رئيسي عن عمليات الأيض الغذائي لعنصر الكالسيوم، وله فائدة في خفض مستوى الكالسيوم في الدم بسرعة كبيرة عن طريق تثبيط عملية سحبه من العظام، أي أن نشاطه الحيوي يضاد هرمون الغدة الجار درقية.
وقد اكتشف هرمون الكالسيتونين لأول مرة قبل نحو ثلاثة عقود من الزمن؛ وهو عبارة عن بروتين يحتوي على 32 حمضًا أمينيًا، يستعمل أيضًا في علاج مرض باجيت (التهاب العظم المشوّه المزمن)، وفي تصحيح حالة ارتفاع مستوى الكالسيوم في الدم الناشئة عن اعتلال مرضي في العظام مثل مسامية العظام، وتصل فعالية كالسيتونين أسماك السالمون إلى عشرين ضعف مثيله في الإنسان أو أكثر، ويعطي عادة للمريض في صورة حقن بالعضل، ولقد سمي هذا الهرمون كالسيتونين لأنه يقلل تركيز أيون عنصر الكالسيوم في الدم ثم أصبح يسمى أيضًا ثيروكالسيتونين بعد أن عرفت قدرة الغدة الدرقية للإنسان على إنتاجه ودوره المهم في المحافظة على الكالسيوم عند مستوياته الطبيعية في حالة ارتفاع تركيزه في الدم، كما فصل هرمون بروستاجلاندين ومشتقاته من المرجان اللين في منطقة البحر الكاريبي، واكتشفت أنواع عديدة من الكائنات البحرية معروفة بالقدرة على إنتاج مركبات مشجعة للنمو وأخرى مثبطة له.
ينشط الكالسيتونين في حالة زيادة مستوى الكالسيوم وهو يعاكس بهذا عمل هرمون الدريقات ويعمل على تقليل الكالسيوم بثلاث طرق هي:
- ترسيب الكالسيوم داخل العظام، وذلك بتثبيط عمل الخلايا كاسرة العظم.[33]
- تثبيط امتصاص الكالسيوم في الأمعاء.[34]
- تثبيط إعادة امتصاص الكالسيوم في الكلية متيحا بذلك طرح الكالسيوم مع البول.[35]

## استخدامات علاجية
يستخدم الكالسيتونين لعلاج زيادة مستوى الكالسيوم في الدم وعلاج تلين العظام.

## قراءة إضافية
- MacIntyre I, Alevizaki M, Bevis PJ, Zaidi M (1987). "Calcitonin and the peptides from the calcitonin gene". Clin. Orthop. Relat. Res. ج. &na,  ع. 217: 45–55. DOI:10.1097/00003086-198704000-00007. PMID:3549095.{{استشهاد بدورية محكمة}}:  صيانة الاستشهاد: أسماء متعددة: قائمة المؤلفين (link) صيانة الاستشهاد: علامات ترقيم زائدة (link)
- Di Angelantonio S, Giniatullin R, Costa V؛ وآخرون (2004). "Modulation of neuronal nicotinic receptor function by the neuropeptides CGRP and substance P on autonomic nerve cells". Br. J. Pharmacol. ج. 139 ع. 6: 1061–73. DOI:10.1038/sj.bjp.0705337. PMC:1573932. PMID:12871824.{{استشهاد بدورية محكمة}}:  صيانة الاستشهاد: أسماء متعددة: قائمة المؤلفين (link)
- Findlay DM, Sexton PM (2005). "Calcitonin". Growth Factors. ج. 22 ع. 4: 217–24. DOI:10.1080/08977190410001728033. PMID:15621724.
- Sponholz C, Sakr Y, Reinhart K, Brunkhorst F (2007). "Diagnostic value and prognostic implications of serum procalcitonin after cardiac surgery: a systematic review of the literature". Critical care (London, England). ج. 10 ع. 5: R145. DOI:10.1186/cc5067. PMC:1751067. PMID:17038199.{{استشهاد بدورية محكمة}}:  صيانة الاستشهاد: أسماء متعددة: قائمة المؤلفين (link) صيانة الاستشهاد: دوي مجاني غير معلم (link)
- Schneider HG, Lam QT (2007). "Procalcitonin for the clinical laboratory: a review". Pathology. ج. 39 ع. 4: 383–90. DOI:10.1080/00313020701444564. PMID:17676478.
- Grani، G؛ Nesca، A؛ Del Sordo، M؛ Calvanese، A؛ Carbotta، G؛ Bianchini، M؛ Fumarola، A (يونيو 2012). "Interpretation of serum calcitonin in patients with chronic autoimmune thyroiditis". Endocrine-related cancer. Bioscientifica. ج. 19 ع. 3: 345–9. DOI:10.1530/ERC-12-0013. PMID:22399011.

## روابط خارجية
- The Calcitonin Protein
- Calcitonin في المكتبة الوطنية الأمريكية للطب نظام فهرسة المواضيع الطبية (MeSH).